# Mongolostegus
Mongolostegus (il cui nome significa "stegosauro mongolo") è un genere estinto di dinosauro ornithopode stegosauride vissuto nel Cretaceo inferiore (Aptiano-Albiano), in Mongolia. Il genere contiene una singola specie, ossia M. exspectabilis.

## Storia della scoperta
Mongolostegus venne identificato per la prima volta da Alifanov et al. (2005) e Alifanov (2012) come uno stegosauro indeterminato, basandosi sulle caratteristiche distintive delle vertebre dorsali posteriori e del materiale pelvico. Ulansky (2014) soprannominò questo esemplare in modo informale il materiale Wuerhosaurus mongoliensis, tuttavia Galton e Carpenter (2016) rigettarono tale classificazione, ritenendo W. mongoliensis invalido.